# Content Management Interoperability Services
Content Management Interoperability Services (CMIS) o Servicios de Interoperabilidad de Gestión de Contenidos es un estándar abierto que permite a diferentes sistemas de gestión de contenidos  interoperar a través de Internet. En concreto, CMIS define una capa de abstracción para el control de diversos sistemas de gestión de documentos y repositorios, que utilicen protocolos web.
CMIS define un modelo de dominio más enlaces de servicios web y Restful AtomPub (RFC5023), que pueden ser utilizados por las aplicaciones. OASIS, un consorcio de estándares web, ha aprobado CMIS como especificación OASIS el 1 de mayo de 2010. CMIS 1.1 ha sido aprobada como especificación OASIS, el 12 de diciembre de 2012.
CMIS proporciona un modelo de datos común que cubre los archivos tecleados y carpetas con propiedades genéricas que se pueden establecer o leer. Hay un conjunto de servicios para la adición y la recuperación de documentos ("objetos"). Puede haber un sistema de control de acceso, una comprobación y una instalación de control de la versión, y la capacidad de definir relaciones genéricas. Se definen dos enlaces de protocolo, uno usando WSDL y SOAP y otro utilizando transferencia de estado representacional (Representational State Transfer-REST), utilizando la convención AtomPub. El modelo se basa en arquitecturas comunes de los sistemas de gestión de documentos.
Aunque iniciada por AIIM, CMIS está actualmente gestionada por el organismo de normalización OASIS. Los participantes en el proceso incluyen Adobe Systems Incorporated, Alfresco, EMC, eXo, FatWire, HP, IBM, ISIS Papyrus, Liferay, Microsoft, Nuxeo, Open Text, Oracle, Newgen OmniDoccs y SAP. El estándar está disponible para comentarios públicos en OASIS.